# Arc de Fabius
L'arc de Fabius (en latin : Fornix Fabiorum ou Fornix Fabianus) est le premier arc de triomphe construit à proximité du Forum Romain et l'un des plus anciens de Rome.

## Localisation
Des vestiges de l'arc ont été identifiés juste au nord du temple de César où l'arc enjambe la Via Sacra, à l'extrémité orientale du Forum, près de la Regia (iuxta Regiam in Sacra Via) (voir le plan).

## Histoire
Depuis la période archaïque, une porte, peut-être une simple poutre placée entre deux murs, marque l'entrée sur le Forum sur la Via Sacra. Lors de la célébration des victoires militaires, les guerriers passent sous cette porte dans un acte de purification afin de se débarrasser de la violence dont ils ont fait preuve durant la guerre. Cette porte archaïque est remplacée par un petit arc (fornix) érigé par le consul Quintus Fabius Maximus Allobrogicus en 121 av. J.-C. pour célébrer sa victoire sur les Allobroges, un peuple gaulois. Il s'agit d'un des premiers monuments de la sorte élevés dans Rome, le premier sur le Forum. De nombreux arcs de triomphe, évolution architecturale des premiers fornices sont construits par la suite, surtout à l'époque impériale. Le monument est restauré par le petit-fils d'Allobrogicus édile curule entre 57 et 56 av. J.-C.,
L'arc est cité plusieurs fois dans l’œuvre de Cicéron, permettant sa localisation par déduction.

« Ainsi, Crassus, vous disiez de Memmius : Il se croit si grand, qu'en venant au forum, il se baisse pour passer sous l'arc de Fabius. »

— Cicéron (traduction de A. Th. Gaillard), De Oratore, II, 66

« En effet, comme Hortensius, consul désigné, revenait du Champ de Mars accompagné d'une foule innombrable qui le reconduisait chez lui, C. Curion rencontre par hasard cette multitude. [...] Il aperçoit, près de l'Arc de Fabius (Fornix Fabianus), Verrès au milieu de la foule ; il lui adresse la parole, et le félicite à haute voix. »

— Cicéron (traduction d'A. Auger), In Verrem actio prima, I, 7, 19

## Description
L'architecture n'est pas connue précisément et n'a pu être déduite que des fragments retrouvés sur le site depuis 1540, mais ceux-ci ont aujourd'hui disparu et ont pu pour certains être attribués par erreur à l'arc. Une hypothèse le décrit comme un arc à un seul passage de 3,945 mètres de large, composé de blocs de tuf et de péperin recouverts de plaques de travertin, décorés de statues et d'ornements en bronze doré. Les fragments d'une inscription retrouvés à proximité lui sont attribués : [Q. FABIUS L. F. MAXS]UMUS [AID. CUR. RESTIT]UIT...ORI. L'arc est orné de statues des membres de la gens Fabia, peut-être ajoutées lors de la restauration de l'édifice en 57 av. J.-C..